# Nationale Befreiungsfront Kurdistans

Flagge der ERNK

Die Nationale Befreiungsfront Kurdistans (kurdisch: Eniya Rizgariya Neteweyî ya Kurdistanê, ERNK) war eine Nebenorganisation der kurdischen Untergrundbewegung PKK. 

## Geschichte
Die ERNK wurde am 21. März 1985 gegründet. Sie sollte mit der Mitgliedschaft gesellschaftlicher Vereine, Jugend- und Frauengruppen, Künstlern und Journalisten- und Juristenverbände nur politisch tätig sein. Seit 1993 war der ERNK die Betätigung in Deutschland verboten. Im Zuge einer organisatorischen und inhaltlichen Neuausrichtung der PKK wurde sie im Januar 2000 aufgelöst und durch die „Kurdische Demokratische Volksunion“ (YDK) ersetzt, die im Juni 2004 ebenfalls aufgelöst und durch die „Civata Demokratik Kurdistan“ (CDK) ersetzt wurde.